# Seznam chráněných území v okrese Břeclav
Toto je seznam chráněných území v okrese Břeclav aktuální k roku 2020, ve kterém jsou uvedena chráněná území v oblasti okresu Břeclav.
| Kód  | Obrázek                                                          | Typ  | Název                    | Rozloha (ha) | Galerie Commons                                                                  | Popis území | Souřadnice                       |
| ---- | ---------------------------------------------------------------- | ---- | ------------------------ | ------------ | -------------------------------------------------------------------------------- | --- | -------------------------------- |
| 1228 | Anenský vrch (přírodní památky)                                  | PP   | Anenský vrch             | 0,59         | Kategorie „Anenský vrch (natural monument)“ na Wikimedia Commons                 | Malá lokalita teplomilné vegetace | 48°49′32″ s. š., 16°37′5″ v. d.  |
| 2475 | Vrcholové partie Děvína                                          | NPR  | Děvín                    | 159,62       | Kategorie „Děvín - Kotel - Soutěska“ na Wikimedia Commons                        | Významné vrcholy Pavlovských vrchů se stepními společenstvy | 48°51′57″ s. š., 16°38′42″ v. d. |
| 1454 | kóta Velká Slunečná                                              | NPP  | Dunajovické kopce        | 107,16       | Kategorie „Dunajovické kopce“ na Wikimedia Commons                               | Zachovalé stepní porosty s cennými druhy rostlin | 48°50′53″ s. š., 16°33′22″ v. d. |
| 1689 | Františkův rybník                                                | PR   | Františkův rybník        | 19,51        |                                                                                  | Rybník s přilehlými mokřady a písčitými lady s pestrými společenstvy s řadou významných druhů | 48°43′7″ s. š., 16°51′40″ v. d.  |
| 6015 | suchomilná vegetace stepních strání na Hochberku                 | PP   | Hochberk                 | 35,0285      | Kategorie „Hochberk“ na Wikimedia Commons                                        | Xerotermní společenstva suchých stepních trávníků, teplomilná lesní stanoviště | 48°56′29″ s. š., 16°40′20″ v. d. |
| 1164 | světlé přirozené lesní porosty v rezervaci Hrádek                | PR   | Hrádek                   | 11,18        | Kategorie „Hrádek (nature reserve)“ na Wikimedia Commons                         | Zbytek lesostepních společenstev | 48°57′18″ s. š., 16°51′3″ v. d.  |
| 2194 | Jesličky                                                         | PP   | Jesličky                 | 3,33         | Kategorie „Jesličky (natural monument)“ na Wikimedia Commons                     | Zachování rostlinných a živočišných společenstev stepních lad | 48°56′35″ s. š., 16°50′22″ v. d. |
| 147  |                                                                  | PP   | Jezírko Kutnar           | 0,57         |                                                                                  | Opuštěné dyjské rameno s vodní květenou | 48°50′10″ s. š., 16°47′34″ v. d. |
| 2318 | Kalendář věků                                                    | NPP  | Kalendář věků            | 0,45         | Kategorie „Kalendář věků“ na Wikimedia Commons                                   | Stratotyp svrchního pleistocénu ve facii suchých spraší v profilu severního úpatí Pavlovských vrchů | 48°53′12″ s. š., 16°39′15″ v. d. |
| 2207 | Kamenice u Hlohovce                                              | PP   | Kamenice u Hlohovce      | 3,01         | Kategorie „Kamenice u Hlohovce“ na Wikimedia Commons                             | Zachování a ochrana xerotermofilních rostlinných společenstev s výskytem zvláště chráněných druhů | 48°46′30″ s. š., 16°44′50″ v. d. |
| 5823 | Střední část chráněného území v říjnu 2024                       | PP   | Kameníky                 | 6,6157       | Kategorie „Kameníky (natural monument)“ na Wikimedia Commons                     | Xerotermní společenstva suchých stepních trávníků, zejména evropsky významné prioritní stanoviště, subpanonské stepní trávníky a evropsky významné stanoviště, polopřirozené suché trávníky a facie křovin na vápnitých podložích, s řadou ohrožených a zvláště chráněných druhů rostlin, na něž jsou vázány význačné druhy bezobratlých živočichů | 48°44′17″ s. š., 16°40′44″ v. d. |
| 160  | Kamenný vrch                                                     | PP   | Kamenný vrch u Kurdějova | 6,00         | Kategorie „Kamenný vrch (Břeclav District)“ na Wikimedia Commons                 | Opuštěná pastvina s teplomilnou květenou | 48°57′59″ s. š., 16°45′9″ v. d.  |
| 1779 |                                                                  | PP   | Kienberg                 | 6,39         | Kategorie „Kienberg“ na Wikimedia Commons                                        | Opuštěný lom, bohaté naleziště fosilií | 48°48′15″ s. š., 16°41′10″ v. d. |
| 6242 | PP Kočičí kámen                                                  | PP   | Kočičí kámen             | 1,26         | Kategorie „Kočičí kámen“ na Wikimedia Commons                                    | Ekosystém suchých trávníků, biotop vzácných a ohrožených druhů živočichů pěnice vlašské a ťuhýka obecného |                                  |
| 175  | Kočičí skála                                                     | PP   | Kočičí skála             | 0,66         | Kategorie „Kočičí skála“ na Wikimedia Commons                                    | Malá vápencová skalka s bohatou květenou | 48°49′33″ s. š., 16°38′32″ v. d. |
| 576  | Porost na území NPR                                              | NPR  | Křivé jezero             | 116,40       | Kategorie „Category:Křivé jezero (national nature reserve)“ na Wikimedia Commons | Mrtvé rameno Dyje s lužními porosty, hnízdiště ptactva | 48°50′57″ s. š., 16°43′35″ v. d. |
| 203  |                                                                  | PP   | Květné jezero            | 1,63         |                                                                                  | Mrtvé rameno Dyje s vodní květenou | 48°49′43″ s. š., 16°47′58″ v. d. |
| 5783 | Kukle                                                            | NPP  | Kukle                    | 56,7644      | Kategorie „Kukle (national natural monument)“ na Wikimedia Commons               | lesní porosty na spraši, populace timoje trojlaločného a violky bílé včetně jejich biotopů | 48°58′13″ s. š., 16°47′25″ v. d. |
| 2208 | státní hranice tvoří zároveň hranici PP Lange Wart               | PP   | Lange Wart               | 1,72         | Kategorie „Lange Wart“ na Wikimedia Commons                                      | Rostlinná společenstva suchých trávníků s výskytem zvláště chráněných druhů | 48°47′58″ s. š., 16°31′8″ v. d.  |
| 6272 |                                                                  | NPR  | Lanžhotské pralesy       | 439,56       | Název kategorie na Wikimedia Commons nebyl zadán                                 | Lužní lesy, dubohabřiny, rákosiny, vysoké ostřicové louky a pastviny, ekosystémy makrofytní vegetace vodních toků a stojatých vod |                                  |
| 208  | Prostřední rybník                                                | NPR  | Lednické rybníky         | 552,53       | Kategorie „Lednické rybníky (national nature reserve)“ na Wikimedia Commons      | K ochraně ptactva a jiné zvířeny, květeny a krajinného rázu | 48°46′29″ s. š., 16°46′40″ v. d. |
| 6019 | kvetoucí hlaváčky jarní ve stepní lokalitě Lipiny                | PP   | Lipiny                   | 15,16        | Kategorie „Lipiny (natural monument)“ na Wikimedia Commons                       | Xerotermní společenstva suchých stepních trávníků | 48°58′5″ s. š., 16°46′5″ v. d.   |
| 1229 |                                                                  | PR   | Liščí vrch               | 10,82        | Kategorie „Liščí vrch (nature reserve)“ na Wikimedia Commons                     | Plochý kopec pokrytý spraší s bohatými stepními společenstvy | 48°47′30″ s. š., 16°41′34″ v. d. |
| 5894 | Lom Janičův vrch                                                 | PP   | Lom Janičův vrch         | 4,0629       | Kategorie „Lom Janičův vrch“ na Wikimedia Commons                                | Vodní a mokřadní společenstva zatopeného vápencového lomu, skalní společenstva na lomových stěnách, fragmenty panonských stepních trávníků s teplomilnou vegetací a faunou a bohaté paleontologické naleziště | 48°48′39″ s. š., 16°39′30″ v. d. |
| 224  |                                                                  | PP   | Louky pod Kumstátem      | 3,73         | Kategorie „Louky pod Kumstátem“ na Wikimedia Commons                             | Svahové louky s bohatým výskytem katránu tatarského | 48°59′46″ s. š., 16°55′16″ v. d. |
| 1710 |                                                                  | PR   | Milovická stráň          | 88,35        | Kategorie „Milovická stráň“ na Wikimedia Commons                                 | Cenné lesní, lesostepní a stepní fytocenozy s výskytem vzácných druhů | 48°50′41″ s. š., 16°41′56″ v. d. |
| 6103 | PP Na cvičišti v říjnu 2024                                      | PP   | Na cvičišti              | 54,4971      | Kategorie „Na cvičišti (natural monument)“ na Wikimedia Commons                  | Společenstva vzácných a chráněných druhů rostlin a živočichů vázaných na mozaiku převládajících pestrých nelesních biotopů (zejména suché trávníky, raná sukcesní stádia) a fragmentárních porostů dřevin | 48°49′12″ s. š., 16°40′25″ v. d. |
|      |                                                                  | PřP  | Niva Dyje                | 1 396        | Kategorie „Niva Dyje“ na Wikimedia Commons                                       | Krajinný ráz pravobřežní nivy řeky Dyje mezi obcí Lednice a městem Břeclav | 48°47′31″ s. š., 16°51′14″ v. d. |
| 1166 | lesní porosty při cestě v centrální části rezervace              | PR   | Nosperk                  | 10,88        | Kategorie „Nosperk“ na Wikimedia Commons                                         | Mozaika rozličných typů doubrav | 48°56′30″ s. š., 16°50′51″ v. d. |
| 73   | Pálavské vrchy                                                   | CHKO | Pálava                   | 8 300        | Kategorie „CHKO Pálava“ na Wikimedia Commons                                     | | 48°49′20″ s. š., 16°41′8″ v. d.  |
| 1453 | Popis obrazku                                                    | NPP  | Pastvisko u Lednice      | 30,50        | Kategorie „Pastvisko u Lednice“ na Wikimedia Commons                             | Mokřadní louky s bohatou avifaunou | 48°48′44″ s. š., 16°47′49″ v. d. |
| 5758 | Svah Pavího kopce v říjnu 2024                                   | PP   | Paví kopec               | 2,5215       | Kategorie „Paví kopec“ na Wikimedia Commons                                      | Zachovalé vegetace subpanonských stepních trávníků svazu Festucion valesiaceae | 48°45′49″ s. š., 16°41′37″ v. d. |
| 313  | Vstup na lokalitu                                                | PP   | Plácky                   | 3,28         | Kategorie „Plácky (natural monument)“ na Wikimedia Commons                       | Mokřad s cennou slanomilnou vegetací | 48°58′52″ s. š., 16°40′48″ v. d. |
| 334  | výhled z Pouzdřanské stepi na Pálavu                             | NPR  | Pouzdřanská step-Kolby   | 49,09        | Kategorie „Pouzdřanská step - Kolby“ na Wikimedia Commons                        | Travnatá kavylová step s významnou květenou, výskyt mnoha druhů teplomilného hmyzu, šípáková doubrava | 48°57′5″ s. š., 16°38′28″ v. d.  |
| 5973 | cesta na okraji chráněného území                                 | PP   | Přední kopaniny          | 8,8987       | Kategorie „Přední kopaniny“ na Wikimedia Commons                                 | Komplex lokalit s výskytem širokolistých suchých trávníků s řadou zvláště chráněných a významných druhů rostlin a živočichů | 48°57′26″ s. š., 16°44′28″ v. d. |
| 1450 | Rendezvous                                                       | NPP  | Rendez-vous              | 23,7374      | Kategorie „Rendezvous“ na Wikimedia Commons                                      | Dubový porost v okolí zámečku Rendezvous, významná mykologická lokalita | 48°44′55″ s. š., 16°47′27″ v. d. |
| 1231 | Roviny                                                           | PR   | Roviny                   | 7,78         | Kategorie „Roviny (nature reserve)“ na Wikimedia Commons                         | Zachovalá buková doubrava | 49°9′17″ s. š., 17°3′14″ v. d.   |
| 1230 |                                                                  | PP   | Růžový kopec             | 44,51        | Kategorie „Růžový kopec“ na Wikimedia Commons                                    | Zachovalá stepní společenstva v zemědělském komplexu | 48°49′18″ s. š., 16°37′25″ v. d. |
| 5905 | Stezka chráněným územím s výhledem na Pálavu                     | PP   | Skalky u Sedlece         | 57,1652      | Kategorie „Skalky u Sedlece“ na Wikimedia Commons                                | Polopřirozené suché trávníky a subpanonické stepní trávníky s výskytem vzácných a ohrožených druhů rostlin a živočichů | 48°46′25″ s. š., 16°40′27″ v. d. |
| 1763 | Slanisko Dobré Pole                                              | PR   | Slanisko Dobré Pole      | 3,05         | Kategorie „Slanisko Dobré Pole“ na Wikimedia Commons                             | Významné slanisko s bohatým výskytem vzácných druhů | 48°49′19″ s. š., 16°31′54″ v. d. |
| 1762 | Slanisko Novosedly                                               | PR   | Slanisko Novosedly       | 2,44         | Kategorie „Slanisko Novosedly“ na Wikimedia Commons                              | Významný výskyt subhalofilní vegetace s řadou významných druhů | 48°50′21″ s. š., 16°29′51″ v. d. |
| 298  | Slanisko u Nesytu                                                | NPR  | Slanisko u Nesytu        | 16,67        | Kategorie „Slanisko u Nesytu“ na Wikimedia Commons                               | Nejcennější moravská lokalita slanomilných rostlin | 48°46′34″ s. š., 16°41′52″ v. d. |
| 6273 |                                                                  | NPP  | Soutok                   | 3 186,29     |                                                                                  | Ekosystémy lužních lesů, dubohabřin, travních porostů, vodní a mokřadní ekosystémy vodních toků a stojatých vod |                                  |
| 1729 | Stibůrkovská jezera v dubnu 2023                                 | PR   | Stibůrkovská jezera      | 28,62        | Kategorie „Stibůrkovská jezera“ na Wikimedia Commons                             | Zbytek vlhkých periodicky zaplavovaných luk s mrtvými rameny se zbytkem lužního lesa | 48°44′56″ s. š., 17°0′4″ v. d.   |
| 6102 | kvetoucí hlaváčky jarní na stráni s výhledem na Horní Bojanovice | PP   | Stračí                   | 3,3256       | Kategorie „Stračí (natural monument)“ na Wikimedia Commons                       | Xerotermní společenstva stepních trávníků s výskytem ohrožených a zvláště chráněných druhů rostlin, k nimž patří mj. pětiprstka hustokvětá, vstavač vojenský, pětiprstka žežulník, kruštík bahenní, hlaváček jarní, hvězdnice chlumní a hvězdnice zlatovlásek, ale také bezobratlých živočichů                                                     | 48°56′10″ s. š., 16°48′48″ v. d. |
| 5858 | hvězdnice chlumní v PP Studánkový vrch                           | PP   | Studánkový vrch          | 12,3099      | Kategorie „Studánkový vrch“ na Wikimedia Commons                                 | Motýl bourovec trnkový, polopřirozené suché trávníky a facie křovin na vápnitých podložích s výskytem vzácných druhů rostlin a zvláště chráněných druhů živočichů | 48°47′41″ s. š., 16°43′20″ v. d. |
| 430  | Svatý Kopeček nad Mikulovem                                      | PR   | Svatý kopeček            | 36,08        | Kategorie „Svatý kopeček, Mikulov“ na Wikimedia Commons                          | Izolovaný kopeček na Pálavě se zbytky travnato-květnatých stepí | 48°48′25″ s. š., 16°38′53″ v. d. |
| 434  |                                                                  | PR   | Šibeničník               | 3,89         | Kategorie „Šibeničník“ na Wikimedia Commons                                      | Přirozená a polopřirozená stepní a lesostepní společenstva na vystupujícím útesu jurského vápence | 48°47′22″ s. š., 16°37′49″ v. d. |
| 5967 | Tabulová hora                                                    | NPR  | Tabulová                 | 108,3807     |                                                                                  | Přirozené lesní porosty, řirozená společenstva bazifilní vegetace efemér a sukulentů, soubor podzemních a povrchových krasových jevů, pulace vzácných a ohrožených druhů rostlin a živočichů | 48°50′26″ s. š., 16°38′15″ v. d. |
| 6002 |                                                                  | PP   | Trávní dvůr              | 339,5226     |                                                                                  | Lužní lesy a další biotopy říční nivy, zahrnující zejména trvalé i periodické vodní toky a nádrže, nížinné pastviny a vlhké louky, podmáčené i terestrické rákosiny, porosty vysokých ostřic a pozemky extenzivně využívané | 48°47′12″ s. š., 16°25′41″ v. d. |
| 3406 | PP Trkmanec-Rybníčky v únoru 2023                                | PP   | Trkmanec-Rybníčky        | 44,33        | Kategorie „Trkmanec-Rybníčky“ na Wikimedia Commons                               | Zamokřené terénní sníženiny s výskytem slanomilných rostlinných společenstev s populacemi zvláště chráněných druhů rostlin a živočichů | 48°52′31″ s. š., 16°50′21″ v. d. |
| 456  | Turold                                                           | PR   | Turold                   | 16,84        | Kategorie „Turold“ na Wikimedia Commons                                          | Významné geologické, paleontologické a archeologické naleziště, zimoviště netopýrů | 48°49′6″ s. š., 16°38′24″ v. d.  |
| 5948 | Pohled na rybník v říjnu 2024                                    | PP   | Úvalský rybník           | 12,6         | Kategorie „Úvalský rybník“ na Wikimedia Commons                                  | Mokřadní biotop údolní nivy malého vodního toku s rybníkem s bohatým výskytem obojživelníků | 48°44′49″ s. š., 16°42′49″ v. d. |
| 1232 |                                                                  | PR   | Velký Kuntínov           | 11,61        | Kategorie „Velký Kutinov“ na Wikimedia Commons                                   | Lesostepní společenstva - lokalita včelníku rakouského | 48°57′13″ s. š., 16°50′0″ v. d.  |
| 1672 | Věstonická nádrž                                                 | PR   | Věstonická nádrž         | 1 017        | Kategorie „Věstonice Reservoir“ na Wikimedia Commons                             | Umělá přehradní nádrž se soustavami ostrůvků, bohaté hnízdiště a shromaždiště vodních ptáků | 48°53′53″ s. š., 16°36′52″ v. d. |
| 1233 | Zázmoníky                                                        | PR   | Zázmoníky                | 4,85         | Kategorie „Zázmoníky (nature reserve)“ na Wikimedia Commons                      | Ukázka lesostepních společenstev | 48°56′10″ s. š., 16°51′11″ v. d. |
| 5768 | PP Zimarky a kaple na Hradišťku                                  | PP   | Zimarky                  | 3,0498       | Kategorie „Zimarky“ na Wikimedia Commons                                         | Stepní trávníky s významným výskytem katránu tatarského a dalších zvláště chráněných a vzácných druhů rostlin a živočichů | 48°52′31″ s. š., 16°53′9″ v. d.  |

## Zrušená chráněná území
| Kód  | Obrázek                              | Typ | Název                                | Rozloha (ha) | Galerie Commons                                                       | Popis území                                                                                  | Souřadnice                       |
| ---- | ------------------------------------ | --- | ------------------------------------ | ------------ | --------------------------------------------------------------------- | -------------------------------------------------------------------------------------------- | -------------------------------- |
| 2443 | Popis obrazku                        | NPR | Cahnov – Soutok                      | 13,46        | Kategorie „Cahnov-Soutok“ na Wikimedia Commons                        | Starý lužní prales s bohatým podrostem a avifaunou                                           | 48°39′21″ s. š., 16°56′28″ v. d. |
| 362  | Popis obrazku                        | NPR | Ranšpurk                             | 19,20        | Kategorie „Ranšpurk“ na Wikimedia Commons                             | Starý lužní prales s bohatou avifaunou                                                       | 48°40′41″ s. š., 16°56′48″ v. d. |
| 377  | Tabulová, Růžový vrch a Kočičí kámen | NPR | Tabulová, Růžový vrch a Kočičí kámen | 48,27        | Kategorie „Tabulová, Růžový vrch a Kočičí kámen“ na Wikimedia Commons | Travnaté svahové náhorní plochy s význačnými druhy teplomilné květeny na vápencovém podkladě | 48°50′29″ s. š., 16°38′14″ v. d. |